# Emre Mor
Emre Mor, né le 24 juillet 1997 à Copenhague (Danemark), est un footballeur international turc qui évolue au poste d'ailier à Eyüpspor, en prêt du Fenerbahçe SK.

## Biographie

### Enfance
Né d'un père turc, originaire d'Uşak, restaurateur de profession, Ersoy Mor, et d'une mère danoise d'origine macédonienne et bosniaque, Güzela Bekirov, Emre Mor est né et élevé au Danemark. Issu du quartier défavorisé de « Tingbjerg » au nord-ouest de Copenhague, il commence le football à l'âge de quatre ans au sein du Brønshøj BK.

### Double nationalité
Après avoir choisi la nationalité danoise en 2015, il acquiert aussi la nationalité turque en 2016 lui permettant ainsi de jouer pour l'équipe de Turquie de football. Son père étant emprisonné à ce moment-là pour 4 mois, à la suite d'un accident de la route avec une voiture non assurée, il obtient malgré tout la double nationalité par l'entremise de Fatih Terim.

### Vie privée
Il parle couramment et très bien le danois et l'anglais, mais très peu le turc, même s'il comprend assez bien sa langue paternelle. Ses joueurs préférés sont Cristiano Ronaldo, Christian Eriksen et Nordin Amrabat.[réf. nécessaire]

### Carrière en club
Il commence le football en club très jeune au sein du Brønshøj BK, un club de son quartier, entre 2001 et 2006. De 2006 à 2015, il joue pour le Lyngby BK. Fin 2013, il est testé par l'AS Saint-Étienne mais n'est finalement pas retenu. À la suite de différends avec son équipe notamment par rapport à son retard de croissance qui posait problème, il quitte son club avant de signer en professionnel au FC Nordsjælland.

#### FC Nordsjælland (2015-2016)
Il fait ses débuts lors du match opposant son club au Randers FC, le 28 novembre 2015, en entrant au jeu à la place de Guðmundur Þórarinsson à la 84e minute. Entre 2015 et 2016, il participe à 13 matchs avec ce club et marque 2 buts. Il est finalement repéré par plusieurs grands clubs européens.

#### Borussia Dortmund (2016-2017)
Le 7 juin 2016, il signe un contrat de cinq ans avec le Borussia Dortmund, pour 9,5 millions d'euros (hors bonus) selon Kicker. D'autres médias évoquent la somme de 16 millions d'euros.

#### Celta Vigo (depuis 2017)
Le 29 août 2017, il s'engage avec le Celta Vigo pour cinq années pour treize millions d'euros.

#### Prêt à Galatasaray
Le 2 août 2019, Emre Mor est prêté au club turc du Galatasaray jusqu'en juin 2020. Le club turc a déboursé 600 000 euros comme indemnité de prêt et dispose par ailleurs d'une option d'achat de 8 millions d'euros.

### En sélection

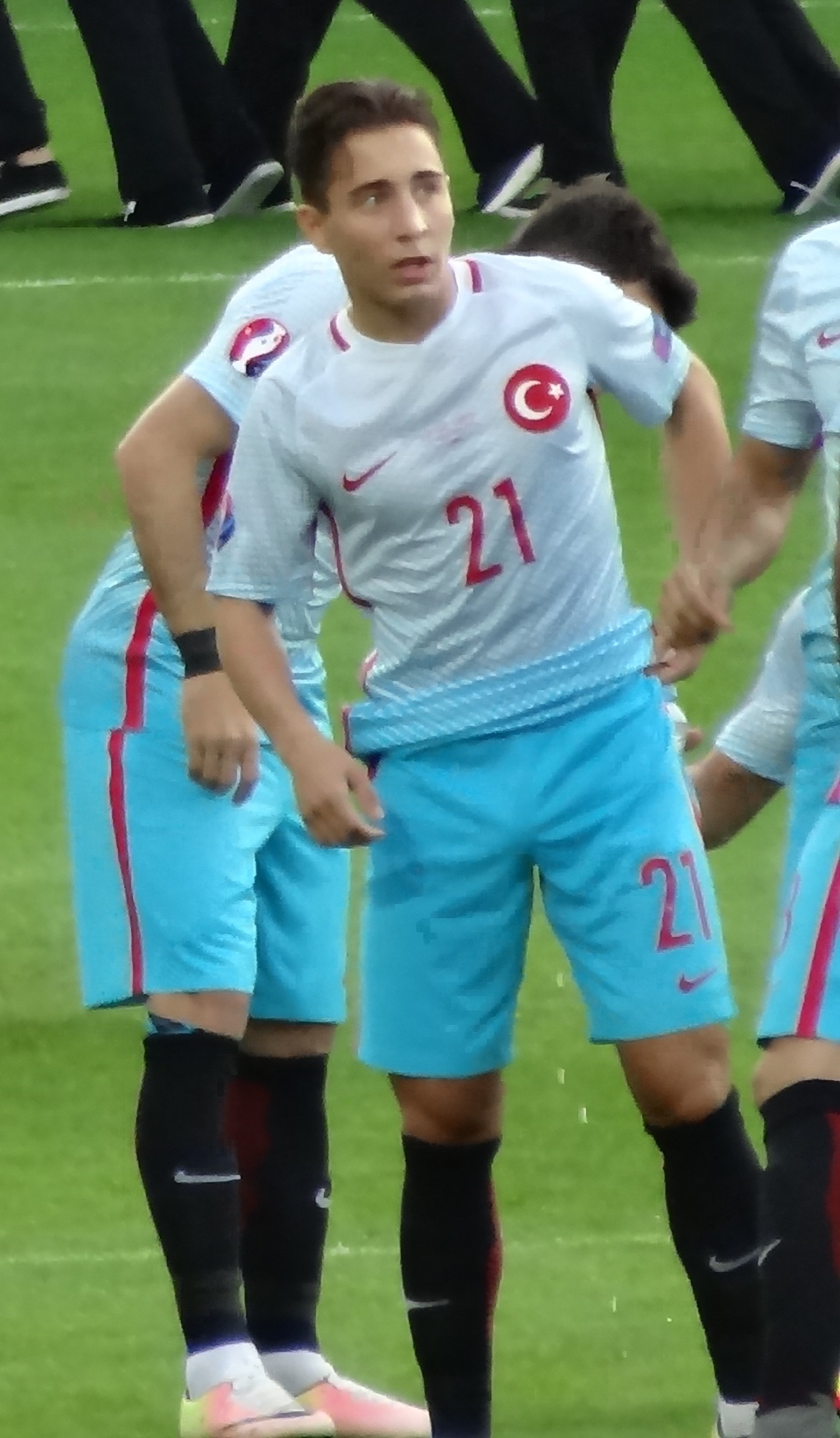
Mor lors de l'Euro 2016.

Il reçoit sa première sélection en équipe de Turquie le 29 mai 2016 contre le Monténégro (victoire 1-0 à Antalya). Il est finalement retenu dans la liste des 23 joueurs à participer à l'Euro 2016. Il est titularisé pour la première fois lors du match qui l'oppose à la Tchéquie, le 21 juin 2016 à Lens, et qui résulte par une victoire turque de 2-0.
Selon l'UEFA, il fait partie des 11 meilleurs joueurs de moins de 21 ans de l'Euro 2016. Par ailleurs, il devient le troisième plus jeune passeur décisif (grâce à son centre pour Burak Yılmaz à la 10e minute lors de sa première titularisation) de l'histoire de l'Euro après Enzo Scifo et Wayne Rooney.
Le 27 mars 2017, lors d'un match amical, il inscrit son premier but avec la Turquie face à la Moldavie (victoire 3-1 à Eskişehir).

## Style de jeu
Pour pallier sa faiblesse physique, du fait de son jeune âge et sa petite taille, Mor excelle dans la technique, la rapidité et l’imprévisibilité.
Son style de jeu, en particulier ses dribbles, rappelle ainsi celui de Lionel Messi. Il est parfois surnommé Le Messi turc,.

## Statistiques
| Saison                | Club                  | Championnat           | Championnat | Championnat | Championnat | Coupe(s) nationale(s) | Coupe(s) nationale(s) | Coupe(s) nationale(s) | Supercoupe | Supercoupe | Supercoupe | Compétition(s) continentale(s) | Compétition(s) continentale(s) | Compétition(s) continentale(s) | Compétition(s) continentale(s) | Turquie | Turquie | Turquie | Total | Total | Total |
| Saison                | Club                  | Division              | M.          | B.          | P.d.        | M.                    | B.                    | P.d.                  | M.         | B.         | P.d.       | Comp.                          | M.                             | B.                             | P.d.                           | M.      | B.      | P.d.    | M.    | B.    | P.d.  |
| 2015-2016             | FC Nordsjælland       | Superliga             | 13          | 2           | 2           | 0                     | 0                     | 0                     | -          | -          | -          | -                              | -                              | -                              | -                              | 4       | 0       | 1       | 17    | 2     | 3     |
| Sous-total            | Sous-total            | Sous-total            | 13          | 2           | 2           | 0                     | 0                     | 0                     | -          | -          | -          | -                              | -                              | -                              | -                              | 4       | 0       | 1       | 17    | 2     | 3     |
| 2016-2017             | Borussia Dortmund     | Bundesliga            | 12          | 1           | 2           | 3                     | 0                     | 0                     | 1          | 0          | 0          | C1                             | 3                              | 0                              | 0                              | 8       | 1       | 0       | 27    | 2     | 2     |
| Sous-total            | Sous-total            | Sous-total            | 12          | 1           | 2           | 3                     | 0                     | 0                     | 1          | 0          | 0          | -                              | 3                              | 0                              | 0                              | 8       | 1       | 0       | 27    | 2     | 2     |
| 2017-2018             | Celta Vigo            | Liga                  | 23          | 1           | 3           | 4                     | 0                     | 0                     | -          | -          | -          | -                              | -                              | -                              | -                              | 3       | 0       | 1       | 30    | 1     | 4     |
| 2018-2019             | Celta Vigo            | Liga                  | 10          | 0           | 0           | 2                     | 0                     | 0                     | -          | -          | -          | -                              | -                              | -                              | -                              | -       | -       | -       | 12    | 0     | 0     |
| Sous-total            | Sous-total            | Sous-total            | 33          | 1           | 3           | 6                     | 0                     | 0                     | -          | -          | -          | -                              | -                              | -                              | -                              | 3       | 0       | 1       | 42    | 1     | 4     |
| 2019-2020             | Galatasaray SK (prêt) | Süper Lig             | 2           | 0           | 0           | -                     | -                     | -                     | 1          | 0          | 0          | C1                             | -                              | -                              | -                              | -       | -       | -       | 3     | 0     | 0     |
| Sous-total            | Sous-total            | Sous-total            | 2           | 0           | 0           | -                     | -                     | -                     | 1          | 0          | 0          | -                              | -                              | -                              | -                              | 3       | 0       | 1       | 6     | 0     | 1     |
| Total sur la carrière | Total sur la carrière | Total sur la carrière | 60          | 4           | 7           | 9                     | 0                     | 0                     | 2          | 0          | 0          | -                              | 3                              | 0                              | 0                              | 15      | 1       | 2       | 89    | 5     | 9     |

## Palmarès

### En club
|  |  | Borussia Dortmund - Coupe d'Allemagne - Vainqueur : 2017 |  | Galatasaray SK - Supercoupe de Turquie - Vainqueur : 2019 |  | Fenerbahçe SK - Coupe de Turquie - Vainqueur : 2023 |